# Calciano
Calciano är en ort och kommun i provinsen Matera i regionen Basilicata i Italien. Kommunen hade 739 invånare (2017).